# Cronologia de la mecànica clàssica
El que segueix és una cronologia de la mecànica clàssica.

## Història antiga
- Segle IV aC - Aristòtil funda el sistema de la física aristotèlica
- 260 aC - Arquimedes treballa matemàticament sobre el principi de la palanca i descobreix el principi de la flotabilitat
- 60 dC - Hero d'Alexandria escriu Mètrica, Mecànica, i Pneumàtica
- 1000-1030 - Abū Rayhān al-Bīrūnī introdueix el mètode científic experimental en l'estàtica i dinàmica, i les unificà dins la ciència de la mecànica; també combinà els camps de la hidroestàtica amb la dinàmica per crear el camp de la hidrodinàmica, els quals ajudà a matematitzar;[1] i s'adonà que l'acceleració està connectada amb el moviment no uniforme[2]
- 1000-1030 - Alhazen[3][4] i Avicenna[5][6] desenvolupen els conceptes d'inèrcia i moment
- 1100-1138 - Avempace desenvolupa el concepte de força de reacció[7]
- 1100-1165 - Hibat Allah Abu'l-Barakat al-Baghdaadi descobrí que la força és proporcional a l'acceleració més que no pas a la velocitat, una llei fonamental en la mecànica clàssica[8]
- 1121 - Al-Khazini publicà El Llibre de la Balança del Saber, on desenvolupa els conceptes d'energia potencial gravitacional i gravetat acció a distància gravitacional[9]
- 1340-1358 - Jean Buridan desenvolupa la teoria de l'ímpetu
- 1490 - Leonardo da Vinci descriu l'acció capil·lar
- 1500-1528 - Al-Birjandi desenvolupa la teoria de l'"inèrcia circular" per tal d'explicar la rotació de la Terra[10]
- 1581 - Galileo Galilei dona notícia de la propietat del pèndol per mesurar el temps
- 1589 - Galileo Galilei fa servir boles rodant sobre plans inclinats per mostrar que pesos diferents cauen amb la mateixa acceleració.
- 1638 - Galileo Galilei publica Diàlegs Sobre Dues Noves Ciències
- 1658 - Christian Huygens descobreix experimentalment que dues boles dins un cicloide invertit arriben al punt més baix al mateix temps i, per tant, descobreix que la cicloide és tautòcrona
- 1668 - John Wallis suggereix la llei de conservació del moment
- 1676-1689 - Gottfried Leibniz desenvolupa el concepte de vis viva, una teoria limitada de la conservació de l'energia

## Mecànica de Newton
- 1687 - Isaac Newton publica Philosophiae Naturalis Principia Mathematica, on formula les lleis de Newton del moviment i la llei de Newton de la gravetat universal
- 1690 - James Bernoulli mostra que la cicloide és la solució del problema del tautòcrona
- 1691 - Johann Bernoulli mostra com es forma la catenària
- 1691 - James Bernoulli mostra que la corba catenària té el menor centre de gravetat de qualsevol cadena entre dos punts.
- 1696 - Johann Bernoulli mostra que la cicloide soluciona el problema de la braquistòcrona
- 1714 - Brook Taylor deriva la freqüència fonamental d'una corda que vibra resolent una equació diferencial.
- 1733 - Daniel Bernoulli deriva la freqüència fonamental i harmònics d'una cadena resolent una equació fonamental
- 1734 - Daniel Bernoulli resol l'equació diferencial per les vibracions d'una barra elàstica
- 1738 - Daniel Bernoulli examina el flux d'un fluiden hidrodinàmica
- 1739 - Leonhard Euler resol l'equació diferencial per les oscil·lacions harmòniques i dona notícia del fenomen de la ressonància
- 1742 - Colin Maclaurin descobreix els esferoides autogravitants en rotació uniforme
- 1743 - Jean le Rond d'Alembert publica "Traite de Dynamique", on hi ha el concepte de forces generalitzades per sisteme accelerants
- 1747 - Pierre Louis Maupertuis aplia els principis de mínims a la mecànica
- 1759 - Leonhard Euler resol l'equació diferencial parcial per la vibració en un tambor rectangular
- 1764 - Leonhard Euler examina l'equació diferencial parcial per la vibració en un tambor circular i troba una de les solucions per a la Funció de Bessel
- 1776 - John Smeaton publica experiments sobre energia, treball mecànic moment i energia cinètica
- 1788 - Joseph Louis Lagrange presenta a Mécanique analytique les equacions de moviment de Lagrange
- 1789 - Antoine Lavoisier estableix la llei de la conservació de la massa
- 1813 - Peter Ewart dona suport a la idea de la conservació de l'energia al seu escrit On the measure of moving force
- 1821 - William Hamilton comença les seves anàlisis de la funció característica de Hamilton
- 1834 - Carl Jacobi descobreix els seus el·lipsoides que roten uniformement
- 1834 - John Russell observa les onades a Edimburg i estudia la dependència de les velocitats de les onades sobre l'amplitud i fondària de l'aigua
- 1835 - William Hamilton estableix la Mecànica de Hamilton
- 1835 - Gaspard Coriolis examina teòricament les rodes d'aigua i dedueix l'Efecte Coriolis.
- 1841 - Julius Robert von Mayer, un científic afeccionat, escriu sobre la conservació de l'energia però el rebutgen per no ser acadèmic.
- 1842 - Christian Doppler proposa l'Efecte Doppler
- 1847 - Hermann von Helmholtz formalitza la llei de conservació de l'energia
- 1851 - Léon Foucault mostra la rotació de la Terra amb un gran pèndol (Pèndol de Foucault)
- 1902 - James Jeans troba l'escala llarga requerida per tal que les pertorbacions gravitacionals creixin en un medi quasi homogeni